# سوزان برنار
سوزان برنار (انگلیسی: Susan Bernard؛ زادهٔ ۱۱ فوریهٔ ۱۹۴۸ - درگذشته ۲۱ ژوئن ۲۰۱۹) یک هنرپیشه اهل ایالات متحده آمریکا بود.

## بخشی از فیلمشناسی
از فیلم‌ها یا برنامه‌های تلویزیونی که وی در آن نقش داشته‌است می‌توان به آثار زیر اشاره کرد.
- اتاق ۲۲۲ (۱۹۶۹)